# Poses
Poses é uma comuna francesa na região administrativa da Normandia, no departamento de Eure. Estende-se por uma área de 7,21 km². Em 2010 a comuna tinha 1 189 habitantes (densidade: 164,9 hab./km²).